# Celestin Ilunga Shamanga
Célestin Ilunga Shamamga, né le 4 février 1952 et décédé 15 juin 2000 à Pretoria, en Afrique du Sud, est un général de division congolais ayant exercé les fonctions de ministre de l'intérieur et de chef d'état-major particulier du président Mobutu.

## Biographie
De 1970 à 1972, il est élève-officier de l'École spéciale militaire de Saint-Cyr à Coëtquidan, appartenant à la promotion "No 157 général de Gaulle".
Puis il est diplômé de l'École d'Application du Génie d'Angers en 1973. Il a aussi étudié à l'École Supérieure de Guerre Interarmée de Paris en 1984.
Il a été successivement :
- de 1973 à 1976, commandant en second de l'école du génie à Likasi ;
- 1976 à 1985, officier de sécurité au bataillon de sécurité de la brigade spéciale présidentielle ;
- commandant de la brigade de sécurité et honneur et du régiment d'artillerie de la division spéciale présidentielle ;
- 1986 à 1990, chef d'état major adjoint au service d'actions et de renseignements militaires (SARM) ;
- 1990, commandant de la huitième région militaire;
- 1990 à 1993, chef de la maison militaire du président Mobutu, puis chef de l'état major particulier du président.

Le 11 avril 1997, il est ministre de l'Intérieur et Sécurité du territoire dans le gouvernement de Norbert Likulia Bolongo. Il est chef de l'armée du RCD (Rassemblement congolais démocratique). Il se voit confier au Comité Exécutif la charge des Opérations militaires avant d'être appelé à la tête de la province du Kasaï avec résidence à Lusambo.

## Publication
- La chute de Mobutu et l’effondrement de son armée, imprimé en Afrique du Sud, 1998, 240 p.

## Lire aussi
- Forces armées de la République démocratique du Congo
- Marcel Mbangu Mashita